# Unitățile Feminine Êzîdxan
Unitățile Feminine Êzîdxan (kurdă Yekinêyen Jinên Êzidxan, prescurtat YJÊ) este o miliție yazidită cu personal integral feminin formată în Irak, în 2015, pentru a proteja comunitatea yazidită în urma valului de atacuri întreprinse de Statul Islamic în Irak și Levant și de alte grupări islamiste care îi consideră pe yazidiți drept păgâni necredincioși.
O ramură a miliției mixte Unitățile de Rezistență din Sinjar (YBȘ), YJÊ au fost fondate pe 5 ianuarie 2015 sub numele inițial de Yekîneyên Parastina Jin ê Șengalê (kurdă Unitățile Feminine de Apărare din Sinjar, YJȘ), sau YPJ-Sinjar. Miliția a adoptat numele actual pe 26 octombrie 2015.
Organizația urmează jineologia, o ideologie feministă creată de Abdullah Öcalan, liderul aflat în închisoare al PKK, și conceptul mai larg de confederalism democratic propovăduit de Uniunea Comunităților din Kurdistan (KCK).

## Activitate
În octombrie 2015, YJÊ au participat la fondarea Alianței din Sinjar ca structură de conducere yazidită, împreună cu Unitățile de Rezistență din Sinjar (YBȘ), Forța de Apărare din Sinjar (HPȘ), anterior aliniată Peshmerga, și alte grupări yazidite independente decise să alcătuiască un front comun.
Sub comanda unificată a nou-fondatei Alianțe din Sinjar, Unitățile Feminine Êzîdxan au luat parte la Ofensiva din Sinjar, din noiembrie 2015.